# La promessa (film 1986)
La promessa (Promise) è un film americano per la televisione realizzato nel 1986 e presentato da Hallmark Hall of Fame.

## Trama
Quando sua madre muore, Bob Beuhler eredita la sua casa, la sua terra e la custodia del fratello minore D.J., schizofrenico. Riluttante ad assumersi le proprie responsabilità, Bob affronta la sfida più difficile della sua vita, mentre cerca di soddisfare la promessa fatta a sua madre 30 anni prima, prendersi cura di D.J.

## Produzione
Adattato dallo sceneggiatore Richard Friedenberg da un racconto di Ken Blackwell e Tennyson Flowers, il film è stato diretto da Glenn Jordan e trasmesso il 14 dicembre 1986.

## Riconoscimenti
Uno dei film più onorati della storia della televisione, Promise ha ricevuto il Peabody Award, l'Humanitas Prize, il Christopher Award e il Golden Globe. Il suo record di cinque Primetime Emmy Awards non è stato eguagliato fino al 2010, dal film Temple Grandin. James Woods si aggiudicò il Golden Globe per la sua interpretazione.
- Primetime Emmy Awards
  - 1987 - Migliore film per la televisione